# Trogloraptor

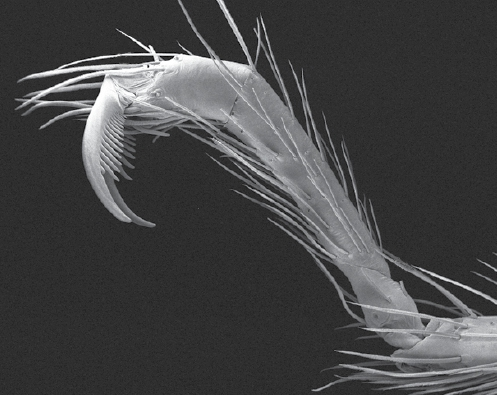
Urpes enganxoses en els últims segments del tars d'una femella.

Trogloraptor és un gènere d'e grans aranyes araneomorfes que viuen a les coves del sud-oest d'Oregon. És l'únic gènere de la família dels trogloraptòrids (Trogloraptoridae), i inclou només una espècie, Trogloraptor marchingtoni Va ser descrit recentment per Griswold, Audisio i Ledford, l'any 2012.
Aquestes aranyes són generalment d'un color groc-marronós. Destaquen per tenir unes urpes enganxoses en els últims segments de les seves potes. Trogloraptor pertany a un de les tres noves famílies d'aranyes descrites a partir de 1990.

## Descoberta
Aquesta nova espècie d'aranya va ser recollida el 2010 per G. Graening, N. Marchington, R. Davis i D. Snyder, conservacionistes de coves del Western Cave Conservancy. Va ser descrita el 2012 per un equip d'aracnòlegs, Charles Griswold, Tracy Audisio i Joel Ledford, de l'Acadèmia de les Ciències de Califòrnia. El mascle holotip va ser recuperat de la cova M2, a prop de Grants Pass, a Oregon, el 29 de juliol de 2010. L'holotip femella va ser recuperat d'una cova del comtat de Josephine, a Oregon, el 16 de setembre de 2010.
Griswold proposà que Trogloraptor podria explicar les llegendes d'aranyes gegants de les coves de la zona. La descoberta és també notable perquè només hi ha dues noves famílies d'aranyes descrites des del 1990. Platnick comentà que "...és tan fascinant per als aracnòlegs com el descobriment d'un nou dinosaure per als paleontòleg s."

## Sistemàtica
El gènere Trogloraptor inclou només una espècie, Trogloraptor marchingtoni; és un gènere monotípic i l'únic de la nova família dels Trogloraptoridae. Inicialment, es va suggerir que Trogloraptor seria un membre primitiu de l'antiga superfamília d'aranyes de sis ulls, els disderoïdeus (Dysderoidea). Tanmateix, Trogloraptor presenta diverses característiques ben diferenciades, com un sistema respiratori primitiu, que justifica la creació d'una família separada. La família probablement divergí d'altres grups d'aranyes aproximadament fa uns 130 milions d'anys, el que representaria el coneixement d'un altre notable tàxon relíquia d'Amèrica del Nord. El 2014, un estudi basat en l'ADN ribosòmic descobrí que Trogloraptor no pertanyia als Dysderoidea i va concloure que no havia de ser inclòs en aquest clade.
El nom específic està dedicat a un biòleg de coves aficionat i ajudant de xèrif, Neil Marchington. El nom genèric Trogloraptor significa "lladre de coves", en referència a l'hàbitat de l'aranya i a les urpes enganxoses de les potes.

## Distribució
El 2010 i 2011 es van capturar més exemplars vius a Oregon; es van trobar en zones profundes de les coves. Una excepció: un espècimen jove recol·lectat en residus del sotabosc de sequoia, un bosc primari, del nord-oest de Califòrnia. Aquest exemplar té unes marques diferents i podria representar una nova espècie encara no descrita.
La família Trogloraptoridae pot haver tingut una distribució més àmplia atès que els boscos selvàtics de Sequoia sempervirens incloïen una àrea molt més gran a Amèrica del Nord durant el Pliocè (fa uns 5 milions d'anys). Altres espècies encara podrien viure en altres coves.